# Tweekleurige zandbij
De tweekleurige zandbij (Andrena bicolor) is een bij uit het geslacht van de zandbijen (Andrena).

## Uiterlijk
De tweekleurige zandbij heeft een duidelijk tweekleurige beharing: aan de rugzijde van het borststuk, de rugplaten en ook het verzamelapparaat voor stuifmeel aan de bovenkant van de achterpoten is deze helder oranjebruin van tint terwijl de haren van de onderzijde, kop en de punt van het achterlijf zwart zijn. De bij wordt 8 tot 10 millimeter lang.

## Voedselplanten
De bij heeft diverse soorten bloemen waar deze nectar en stuifmeel verzamelt. Het betreft zowel geelgekleurde bloemen uit de composietenfamilie maar ook uit de kruisbloemachtigen, muurachtigen en klokjes. Ook is hij waargenomen op rozen.

## Nesten
De tweekleurige zandbij komt voor op verschillende grondsoorten en maakt daar een nest in de aarde. Elk vrouwtje maakt een eigen nest, dat tot 1 meter diep kan zijn. Het nest wordt als parasiet bezocht door de roodzwarte dubbeltand, een wespbijensoort die zijn eitjes legt in het nest waarna de larven zich te goed doen aan de nectar en de bijenlarven.

## Vliegtijd
Er zijn jaarlijks twee generaties die vliegen van februari tot september, met pieken in april en juli. De tweede vlucht voedt zich vooral op de bloemen uit de klokjesfamilie en telt verhoudingsgewijs meer vrouwelijke exemplaren, de mannetjes verdwijnen in juli. De vrouwtjes overwinteren als imago.

## Voorkomen
De soort komt verspreid over Europa voor. In de Alpen vliegt hij tot hoogtes van 2100 meter boven zeeniveau.
Deze soort komt voor in geheel Nederland en België, maar komt beduidend meer voor in België en het zuiden van Nederland. In de provincie Zeeland is het de meest voorkomende soort zandbij. Hij is stabiel in aantallen, maar breidt zich geleidelijk meer uit naar het noorden van Nederland.